# Eurytoma gahani
Eurytoma gahani är en stekelart som beskrevs av Noble 1939. Eurytoma gahani ingår i släktet Eurytoma och familjen kragglanssteklar. Inga underarter finns listade i Catalogue of Life.